# 非アルキメデス順序体
数学における非アルキメデス（的）順序体（ひアルキメデスじゅんじょたい、英: non-Archimedean ordered field）はアルキメデスの性質を満たさない順序体を言う。例えばレヴィ゠チヴィタ体、超実数体、超現実数体、デーン体、および実係数有理函数体に適当な順序を入れたもの（大域体、局所体も参照）、などは非アルキメデス体である。

## 導入
アルキメデスの性質は、有理数体や実数体などのある種の順序体が満足する性質で、任意の二元が各々の整数倍の中に納まることを述べるものである。考えている体がこの性質をの持たない二つの正の数 x < y を含むならば、x/y は無限小—零より大きいが、任意の整数を分母に持つ単位分数よりも小さい元—でなければならない。それゆえ、アルキメデス性の否定は無限小の存在と等価である。

## 応用
超実体—実数体を部分体として含む非アルキメデス順序体—は超準解析の数学的基礎付けを提供するものとして利用できる。
マックス・デーンは非アルキメデス順序体の例であるデーン体を用いて、平行線公準が成り立たないがそれにもかかわらず三角形の内角の和が π に等しい非ユークリッド幾何の構成を行った
実数体 ℝ 上の有理函数体 ℝ(x) は ℝ でない（コーシー列が収束するという意味で）完備な順序体の構成に利用できる。ℝ(x) の完備化は ℝ 上の形式ローラン級数体 ℝ((x)) として記述できる。しばしば、上限性質を満足するという意味で「完備」ということもあるが、その意味で完備な非アルキメデス順序体は存在しない。完備という語のこの二つの意味の間にある微妙な違いは時折誤解のもととなるので注意が必要である。